# Endotrichellopsis laevifolia
Endotrichellopsis laevifolia är en bladmossart som beskrevs av During 1977. Endotrichellopsis laevifolia ingår i släktet Endotrichellopsis och familjen Pterobryaceae. Inga underarter finns listade i Catalogue of Life.